# Steeve Hiesse
Steeve Hiesse (ur. 19 marca 1974 roku w Paryżu) – francuski kierowca wyścigowy.

## Kariera
Hiesse rozpoczął karierę w wyścigach samochodowych w 1993 roku od startów we Francuskiej Formule Renault oraz Europejskim Pucharze Formuły Renault. W edycji francuskiej raz zwyciężał oraz czterokrotnie stawał na podium. Z dorobkiem odpowiednio 74 i 68 punktów uplasował się odpowiednio na trzeciej i dziesiątej pozycji w klasyfikacji generalnej. W późniejszych latach pojawiał się także w stawce Francuskiej Formuły 3, Formuły 3000, French GT Championship, FIA GT Championship, Le Mans Endurance Series, Ferrari Challenge Europe oraz International GT Open.
W Formule 3000 Francuz został zgłoszony do belgijskiej rundy w sezonie 1999. Nigdy jednak nie zakwalifikował się do wyścigu.